# NGC 1412
NGC 1412 is een lensvormig sterrenstelsel in het sterrenbeeld Oven. Het hemelobject werd op 20 november 1835 ontdekt door de Britse astronoom John Herschel.

## Synoniemen
- IC 1981
- PGC 13520
- ESO 482-29
- MCG -5-9-21
- AM 0338-270